# Вверх по лестнице, ведущей вниз (роман)
«Вверх по лестнице, ведущей вниз» (англ. Up the Down Staircase) — роман американской писательницы Бел Кауфман (внучки еврейского писателя Шолом-Алейхема).

## Сюжет
Героиня книги, молодая учительница Сильвия Баррет, приходит в школу в надежде заинтересовать учеников своим предметом — английской литературой, но быстро обнаруживает, что ученики по большей части равнодушны, большинство коллег совершенно безучастны к жизни школы, а сам ход этой жизни подчиняется бессмысленным бюрократическим нормам. Постепенно, однако, она понимает, что именно здесь перед ней открывается возможность действительно повлиять на умы и сердца учеников. Роману придаёт динамичность избранная писательницей форма: он почти целиком состоит из записок, документов, школьных сочинений, писем.
Книга основана на реальных событиях из жизни писательницы.

## Переводы
Роман Кауфман был переведён на многие иностранные языки, в том числе и на русский (1967, перевод Е. Ивановой и С. Шайкевич, предисловие «От автора» в переводе Ю. Жуковой).

## Адаптации
По книге был снят одноимённый фильм (1967, режиссёр Роберт Маллиган), она неоднократно инсценировалась в разных странах.